# Attaque d'Abqaïq et de Khurais
Guerre civile yéménite
L'attaque d'Abqaïq et de Khurais est une attaque aérienne, vraisemblablement commise par drone, ayant eu lieu le 14 septembre 2019 en Arabie saoudite. Les bombardements ont visé les installations de traitement de pétrole Saudi Aramco à Abqaïq et Khurais, dans l'est de l'Arabie saoudite. 
Le mouvement houthi, groupe rebelle engagé au Yémen, a revendiqué l'attaque. Les États-Unis et d'autres nations l’Allemagne, la France et le Royaume-Uni, affirment cependant que l'Iran est à l'origine des frappes et qu'elle aurait utilisé des missiles de croisière. Un groupe d'experts de l'Organisation des Nations unies affirme début janvier 2020 que l'attaque ne vient pas des Houtis. L'attaque s'inscrit dans le cadre de l'intervention de l'Arabie saoudite dans la guerre civile yéménite et des tensions avec l'Iran.

## Contexte

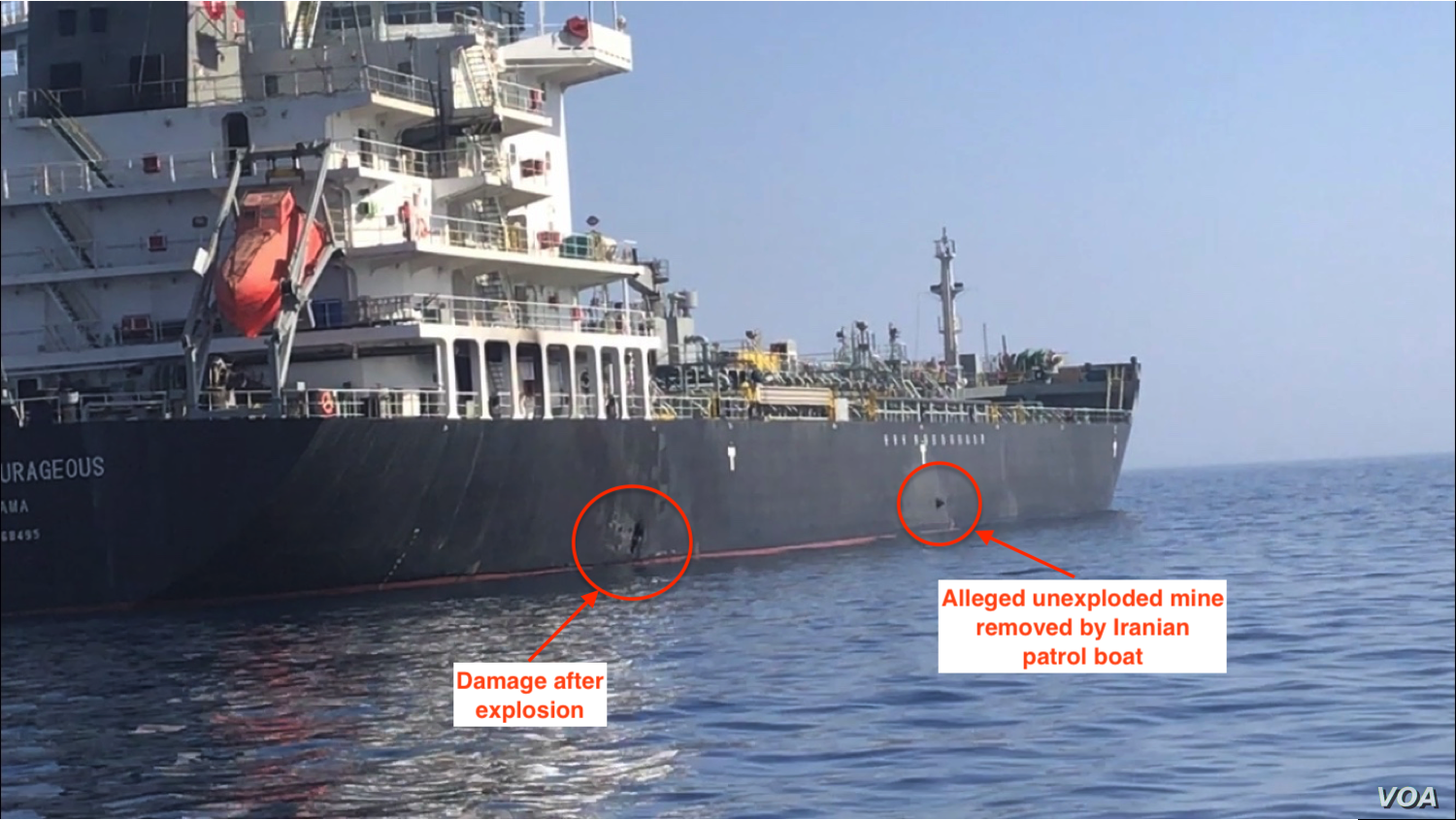
Le pétrolier MV Kokuka Courageous, un des navires victimes d'attaques dans le golfe d'Oman.

Deux autres attaques réussies contre l'industrie pétrochimique saoudienne ont eu lieu précédemment. Au même moment ont lieu des sabotages et des arraisonnements de pétroliers dans le golfe Persique et le golfe d'Oman. Les attaques sur le territoire saoudien, revendiquées par les Houthis, ont touché le 14 mai 2019 l'oléoduc Est-Ouest, connu aussi sous le nom de Petroline, et le 17 août 2019 le champ pétrolier de Shayba. Ce mouvement frappe régulièrement diverses cibles saoudiennes dont l'aéroport international d'Abha.

## Les attaques
L'attaque, déclenchée à 4 h du matin (UTC+03:00), provoque de grands incendies dans les raffineries saoudiennes ciblées et les deux installations sont fermées en attente de réparations, ce qui réduit la production de pétrole de l'Arabie saoudite d'environ 60 % — soit environ 5 % de la production mondiale de pétrole — passant de 9,7 millions de barils par jour à 4 millions de bbl/j et entraîne une déstabilisation des marchés financiers mondiaux.
Saudi Aramco et les photos satellites de DigitalGlobe indiquent 18 impacts sur des installations critiques dont des tours de stabilisation, servant notamment à séparer le gaz du pétrole brut et des réservoirs de carburant. Selon un responsable d'Aramco, Khaled al-Ghamdi, 6 000 ouvriers sont impliqués dans les travaux de réparation contre 112 sur le site habituellement. « En moins de 24 heures, 30% de l'usine était opérationnelle », a-t-il dit, affirmant que « la production sera au même niveau qu'avant l'attaque d'ici la fin du mois ». « Nous reviendrons plus forts », mais des spécialistes jugent cet objectif ambitieux et estiment que certaines réparations nécessiteraient plusieurs semaines.
Il y a au moins deux installations endommagés à Khurais. Aucun décès n'a été signalé lors des attaques.
Selon les autorités saoudiennes, dix-huit drones et sept missiles de croisière ont été utilisés.

## Responsabilité des attaques
Selon les résultats d'une commission d'experts des Nations unies publiés le 10 janvier 2020, « les projectiles tirés en direction d’Abqaiq et de Khurais sont respectivement arrivés du nord-nord-ouest et nord-nord-est, et non pas du sud comme on pourrait s’y attendre dans le cas d’un lancement depuis le territoire yéménite. » Par ailleurs, les experts doutent également que les drones et les missiles ayant visé les installations saoudiennes et qui sont « « relativement sophistiqués, aient pu être « développés et fabriqués au Yémen ».
Pour Gilles Kepel, si les tirs de missiles ont été revendiqués initialement par les Houthis yéménites, ils sont imputables en réalité au Hezbollah irakien (les deux organisations étant téléguidées par le corps des Gardiens de la révolution islamique iranien).

## Vidéographie
- [vidéo] Attaques en Arabie Saoudite : Quel genre de missile a été utilisé ?, France 24, 17 septembre 2019.